# Charlotta Mellander
Petra Charlotta Angelica Mellander, ursprungligen Fång, född 25 oktober 1971 i Bankeryds församling i Jönköpings län, är en svensk nationalekonom och professor.
Charlotta Mellander blev ekonomie doktor då hon disputerade på avhandlingen The wealth of urban regions – on the location of creative individuals and firms vid Internationella Handelshögskolan i Jönköping 2008. Mellander har i sin forskning samarbetat med professor Richard Florida i USA och är professor i nationalekonomi vid Jönköping International Business School.